# 26. март
26. март (26.03) је 85. дан у години по грегоријанском календару (86. у преступној години). До краја године има још 280 дана.

## Догађаји
- 1199 — Саладин је крунисан за емира Египта.
- 1351 — По тридесет витезова из Француске и Енглеске су се током Рата за бретонско наслеђе борили да се одлучи ко ће владати Војводством Бретања.
- 1830 — Први пут је штампана Мормонова књига, свети текст покрета Светаца последњих дана.
- 1881 — Румунија постала краљевина, Карол I из немачке династије Хоенцолерн-Сигмаринген проглашен за краља.
- 1913 — После дуге опсаде и уз помоћ српске војске Бугари у Првом балканском рату освојили турски град Једрене.
- 1917 — У покушају да се пробију у Палестину, Британци су претрпели пораз од османске војске у првој бици за Газу.
- 1939 — Националистичке снаге су започеле своју последњу офанзиву у Шпанском грађанском рату, на чијем крају су контролисали скоро целу Шпанију.
- 1945 — После тешких борби, америчке трупе у Другом светском рату освојиле пацифичко острво Иво Џима.
- 1953 — Амерички микробиолог Џонас Солк објавио да је изумео вакцину против дечје парализе.
- 1971 — Шеик Муџибур Рахман прогласио Источни Пакистан независном државом Бангладеш.
- 1979 — Анвар ел Садат и Менахем Бегин су потписали мировни уговор, чиме је Египат постао прва арапска земља која је признала Израел.
- 1984 — Југословенски писац Бранко Ћопић, један од најплоднијих и најпопуларнијих писаца у периоду после Другог светског рата, извршио самоубиство, скоком са моста на Сави у Београду.
- 1992 — Бивши боксерски шампион у тешкој категорији Мајк Тајсон осуђен на шест година затвора због силовања.
- 1993 — Савет безбедности Уједињених нација изгласао слање 30.000 мировних трупа у Сомалију, у дотад највећој и најскупљој мировној операцији УН.
- 1995 — Ступио је на снагу Шенгенски споразум.
- 1997 — У Калифорнији на различитим местима нађено 39 слично одевених тела припадника секте Капија раја који су извршили самоубиство.
- 2001 —
  - У пожару у спаваоници једне школе у Кенији живот изгубило 58 ученика, а тридесетак задобило лакше и теже опекотине.
  - Савет безбедности УН усвојио резолуцију о слању међународних посматрача ради заштите цивила на подручју Западне Обале и Газе.
- 2002 —
  - У серији земљотреса у провинцији Баглан у Авганистану погинуло око 1.000 људи.
  - Трибунал у Хагу подигао оптужницу против бившег начелника безбедности у Главном штабу Војске Републике Српске Љубише Беаре, за геноцид и друге злочине у Сребреници, у јулу 1995. Беара се предао српским властима 9. октобра 2004. и потом изручен том суду.
- 2003 — Светска трговинска организација саопштила да су америчке челичане повећањем цена производа кршиле правила те организације. Повећање цена америчка тешка индустрија правдала заштитом од стране конкуренције.

## Рођења
- 1874 — Роберт Фрост, амерички писац. (прем. 1963)[1]
- 1892 — Синиша Станковић, српски биолог и политичар. (прем. 1974)[2]
- 1893 — Палмиро Тољати, италијански политичар, дугогодишњи вођа Комунистичке партије Италије. (прем. 1964)[3]
- 1901 — Лазар Личеноски, македонски сликар. (прем. 1964)[4]
- 1904 — Емилио Фернандез, мексички редитељ, глумац и сценариста. (прем. 1986)[5]
- 1911 — Тенеси Вилијамс, амерички књижевник и драматург. (прем. 1983)[6]
- 1928 — Милорад Мишковић, српски балетски играч и кореограф. (прем. 2013)[7]
- 1931 — Ленард Нимој, амерички глумац, редитељ, писац, музичар и фотограф. (прем. 2015)[8]
- 1934 — Алан Аркин, амерички глумац, редитељ и сценариста. (прем. 2023)[9]
- 1940 — Џејмс Кан, амерички глумац. (прем. 2022)[10]
- 1941 — Ричард Докинс, британски етолог, еволутивни биолог и писац.[11]
- 1941 — Благоје Јастребић, српски књижевник, критичар и есејиста. (прем. 1979)[12]
- 1944 — Дајана Рос, америчка музичарка, глумица и музичка продуценткиња.[13]
- 1948 — Стивен Тајлер, амерички музичар и глумац, најпознатији као певач групе Aerosmith.[14]
- 1950 —Алан Силвестри амерички композитор.
- 1950 — Мартин Шорт, канадско-амерички глумац, комичар, певач и сценариста.
- 1951 — Карл Виман, амерички физичар, добитник Нобелове награде за физику (2001).[15]
- 1960 — Џенифер Греј, америчка глумица.[16]
- 1962 — Џон Стоктон, амерички кошаркаш.[17]
- 1963 — Драгица Ђурић, српска рукометашица и рукометна тренеркиња.[18]
- 1964 — Илија Најдоски, македонски фудбалер.[19]
- 1966 — Мајкл Империоли, италијанско-амерички глумац, сценариста и редитељ.[20]
- 1971 — Рене Стабс, аустралијска тенисерка.[21]
- 1972 — Лесли Ман, америчка глумица.
- 1973 — Ивица Краљ, српски фудбалски голман.[22]
- 1973 — Лари Пејџ, амерички информатичар и предузетник.[23]
- 1974 — Тарибо Вест, нигеријски фудбалер.[24]
- 1976 — Иван Лапчевић, српски рукометаш.
- 1978 — Сандра Ромејн, румунска порнографска глумица.[25]
- 1982 — Христина Поповић, српска глумица.[26]
- 1984 — Силвија Недељковић, српска певачица.[27]
- 1984 — Тијана Стајшић, српски модел, Мис Југославије (2002).[28]
- 1985 — Кира Најтли, енглеска глумица.[29]
- 1988 — Марко Јовановић, српски фудбалер.[30]

## Смрти
- 1827 — Лудвиг ван Бетовен, немачки композитор. (рођ. 1770)[31]
- 1892 — Волт Волтер Витмен, амерички писац.  (рођ. 1819)[32]
- 1923 — Сара Бернар, француска глумица. (рођ. 1844)[33]
- 1924 — Едуард Херцог, први старокатолички бискуп Швајцарске. (рођ. 1841)
- 1940 — Спиридон Луис, грчки маратонац, победник на Првим модерним олимпијским играма 1896. године (рођ. 1873).[34]
- 1969 — Рене Гијо је био француски писац за децу. (рођ. 1900)[35]
- 1973 — Ноел Кауард, енглески писац, глумац и певач.  (рођ. 1899)[36]
- 1984 — Бранко Ћопић, југословенски писац. (рођ. 1915)[37]
- 1993 — Ташко Начић, позоришни и филмски глумац. (рођ. 1934)[38]
- 1993 — Рубен Фајн, доктор психологије и велики шахиста (рођ. 1914)
- 1995 — Изи-И, амерички репер. (рођ. 1963)[39]
- 1996 — Дејвид Пакард, компјутерски магнат, суоснивач компаније "Хјулит-Пакард". (рођ. 1912)[40]
- 2004 — Бранко Булатовић, генерални секретар Фудбалског савеза Србије и Црне Горе (рођ. 1951)[41]
- 2004 — Љубиша Љуба Спајић, фудбалер "Црвене звезде", репрезентативац.(рођ. 1926)
- 2005 — Драгољуб Милосављевић - Гула, позоришни, филмски и ТВ глумац. (рођ. 1923)[42]
- 2016 — Маринко Маџгаљ, позоришни, филмски и ТВ глумац. (рођ. 1978)[43]
- 2020 — Раде Михаљчић, српски историчар, универзитетски професор и члан Академије наука и умјетности Републике Српске (рођ. 1937)[44]

## Празници и дани сећања
- Српска православна црква слави:
  - Светог Никифора - патријарха цариградског
  - Свету мученицу Христину Персијанку
  - Свештеномученика Публија